# Kirchgasse 8 (Bad Camberg)

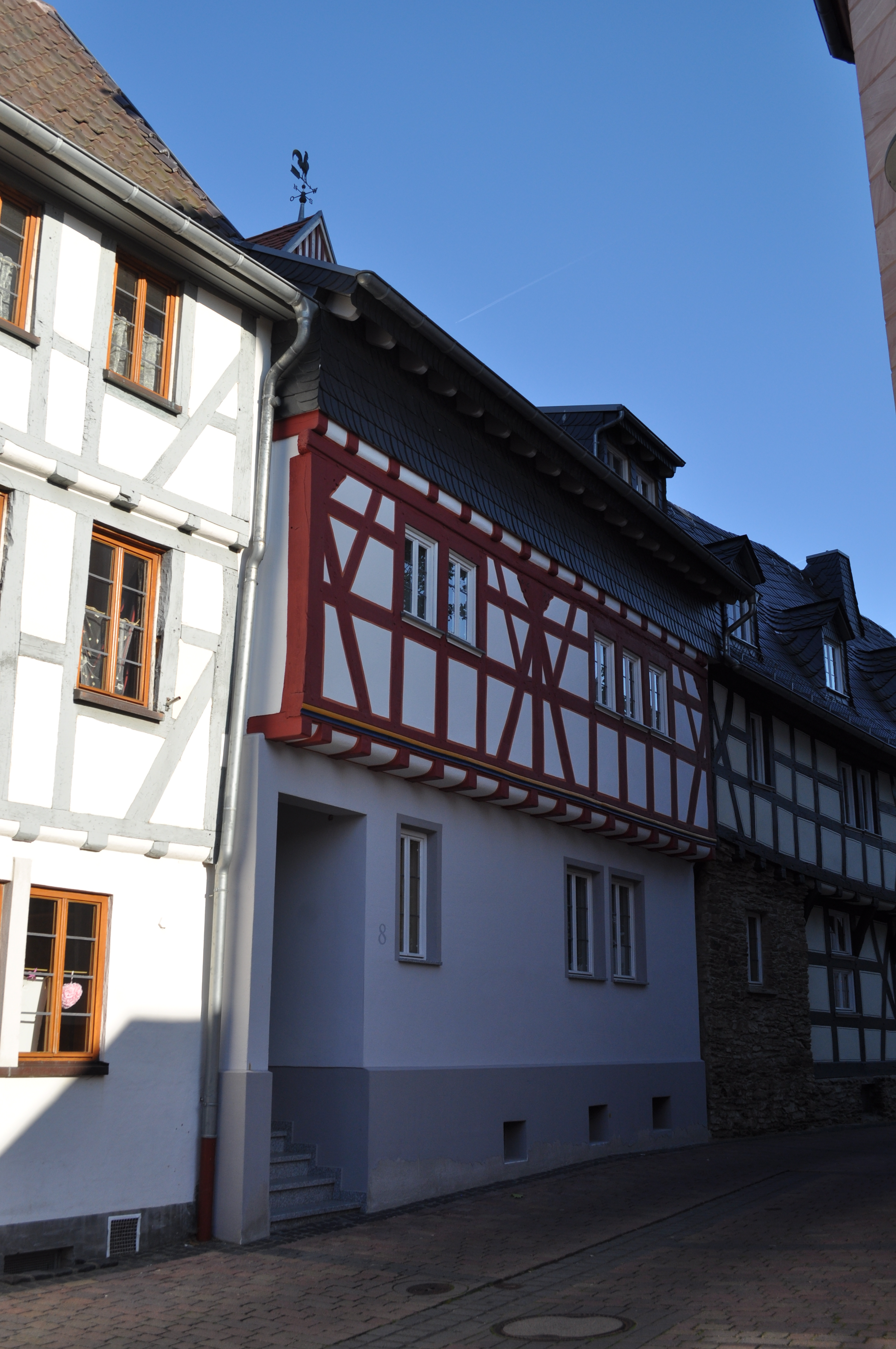
Gebäude Kirchgasse 8 in Bad Camberg

Das Gebäude Kirchgasse 8 in Bad Camberg, einer Stadt im Süden des mittelhessischen Landkreises Limburg-Weilburg, wurde im 17. Jahrhundert errichtet. Das Wohnhaus ist ein geschütztes Kulturdenkmal.
Das ehemalige Tagelöhner- oder Handwerkerhaus ist ein später aufgedrempelter Sichtfachwerkbau mit einem in den Straßenraum ragenden Obergeschoss. Er hat eine hohe Tür mit Oberlicht und einen alten Kellerzugang. An der Achsengliederung ist das Teilungsgefüge des Hauses aus schmaler Eingangs- und breiterer Stubenzone zu erkennen.
Das Gebäude wurde vor einigen Jahren umfassend renoviert.